# ربکا بلک
ربکا رنه بلک (به انگلیسی: Rebecca Renee Black؛ زادهٔ ۲۱ ژوئن ۱۹۹۷) یوتیوبر و خوانندهٔ آمریکایی می‌باشد. او از سال ۲۰۱۰ فعالیتش را در یوتیوب آغاز کرد اما یک‌سال بعد، ویدئوی ترانه‌ای با نام «جمعه» را منتشر کرد که بابت آن مورد توجه کاربران اینترنت قرار گرفت.